# Liste der Monuments historiques in Mourvilles-Basses
Die Liste der Monuments historiques in Mourvilles-Basses führt die Monuments historiques in der französischen Gemeinde Mourvilles-Basses auf.

## Liste der Bauwerke
| Bezeichnung | Beschreibung                  | Standort | Kennzeichnung | Schutzstatus | Datum | Bild           |
| ----------- | ----------------------------- | -------- | ------------- | ------------ | ----- | -------------- |
| Schloss     | Erbaut ab dem 16. Jahrhundert | (Lage)   | PA31000051    | Inscrit      | 2001  | weitere Bilder |